# Ciutat mesquita de Bagerhat
La històrica ciutat mesquita de Bagerhat (bengalí: মসজিদের শহর বাগেরহাট) és una antiga ciutat perduda, que es troba en els suburbis de la ciutat de Bagerhat al districte de Bagerhat, a la Divisió de Khulna al sud-oest de Bangladesh. Bagerhat està a uns 15 quilòmetres al sud-est de Khulna i 200 km al sud-oest de Dhaka. Està inscrit a la llista del Patrimoni de la Humanitat de la UNESCO des del 1985.